# 315e régiment d'infanterie
Le 315e régiment d'infanterie (315e RI) est un régiment d'infanterie de l'Armée de terre française constitué en 1914 avec les bataillons de réserve du 115e régiment d'infanterie. Il combat pendant la Première Guerre mondiale et est dissout dès 1917.

## Création et différentes dénominations
- août 1914 : 315e régiment d'infanterie
- 5 décembre 1917 : dissolution.

## Colonels et chefs de corps
Liste des chefs de corps :
- Août 1914 : lieutenant-colonel Gustave Emile Devaux[2]
- 5 mai 1915-25 octobre 1916 : colonel Gustave Emile Devaux[3] (†)
- 1er novembre 1916 : colonel Dubois
- 22 mai 1917-5 décembre 1917 : colonel Lalle

## Historique des garnisons, combats et batailles du 280eRI

### Première Guerre mondiale

#### Affectation
- 4e corps d'armée en août 1914.
- 7e division d'infanterie de juin 1915 à[Quand ?].
- 88e division d'infanterie de mars à novembre 1917.

#### 1914
Le 315e régiment d'infanterie de réserve correspondait au 115e régiment d'infanterie actif, dont le dépôt était à Mamers. À la mobilisation, chaque régiment d'active créé un régiment de réserve dont le numéro est le sien plus 200. 
Le 315e RI est mis sur pied de guerre dès le mois d'août 1914. Il comprend alors une compagnie hors-rang et deux bataillons, les 5e et 6e. Il est affecté au IVe corps d'armée, mais sans être endivisionné. 
Bien que qualifié de régiment de réserve et comprenant en majeure partie des réservistes de 25 ans à 30 ans, il ne tarda pas, sous la pression des événements, à marcher aux côtés des troupes actives en première ligne.
Parti de Mamers le 8 août 1914, il participe à la bataille des Ardennes, à celle de la Marne en septembre 1914.

#### 1915
Il prend part aux combats en Champagne
- 25 septembre-6 octobre : seconde bataille de Champagne

#### 1916
Engagé dans la bataille de Verdun.

#### 1917
Il occupe, en 1917, des secteurs dans les Vosges en Lorraine et au Chemin des Dames. Il fut enfin dissous le 5 décembre 1917 après avoir vaillamment lutté pendant près de trois ans et demi.

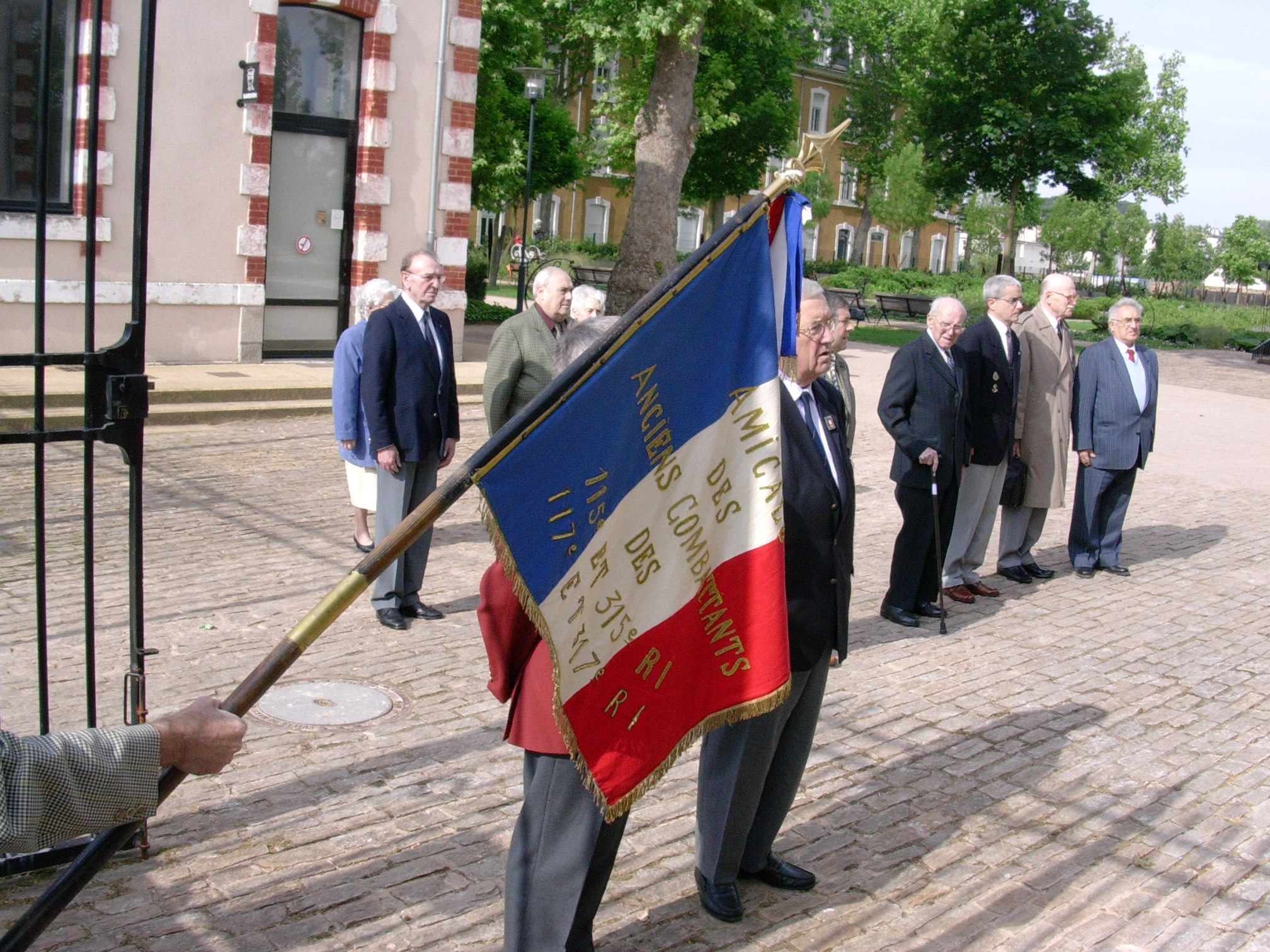
Porte-drapeau de l'amicale des,, 117e, 317e et d'infanterie, ancienne caserne Chanzy du d'infanterie, le Mans, le 20 mai 2007.

## Drapeau
Il porte, cousues en lettres d'or dans ses plis, les inscriptions suivantes :
- Champagne 1915
- Verdun 1916